# Berguedà

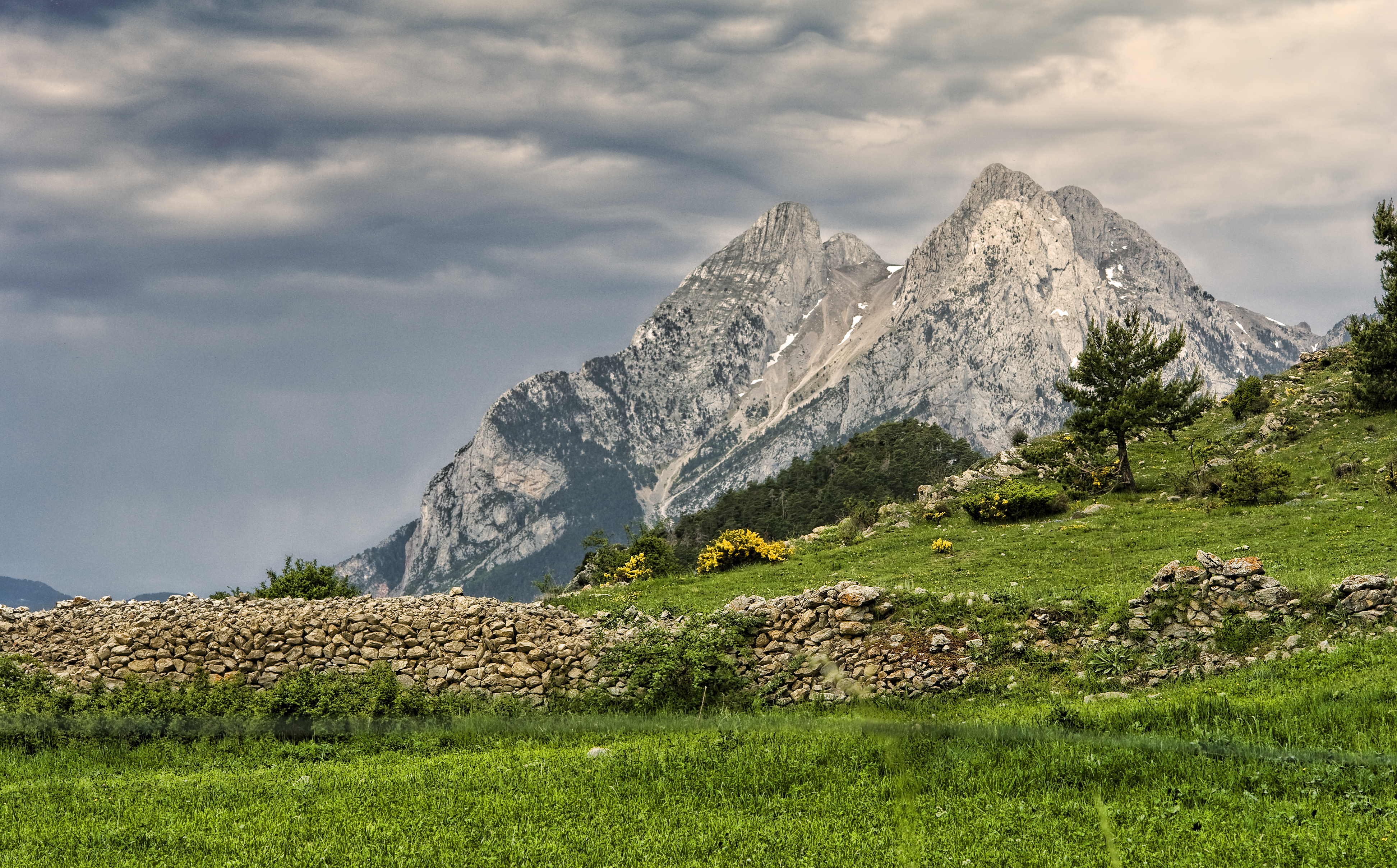
Pedraforca

Berguedà is een comarca van de Spaanse autonome regio Catalonië. Het is onderdeel van de provincie Barcelona. In 2005 telde Berguedà 39.746 inwoners op een oppervlakte van 1184,89 km². De hoofdstad van de comarca is Berga.

## Gemeenten
| Gemeente              | Inwoners | Gemeente                | Inwoners | Gemeente                 | Inwoners |
| --------------------- | -------- | ----------------------- | -------- | ------------------------ | -------- |
| Avià                  | 2015     | Bagà                    | 2160     | Berga                    | 16.175   |
| Borredà               | 518      | Capolat                 | 79       | Casserres                | 1548     |
| Castell de l'Areny    | 60       | Castellar de n'Hug      | 184      | Castellar del Riu        | 152      |
| Cercs                 | 1342     | l'Espunyola             | 270      | Fígols                   | 48       |
| Gironella             | 4853     | Gisclareny              | 36       | Gósol                    | 223      |
| Guardiola de Berguedà | 926      | Montclar                | 121      | Montmajor                | 460      |
| La Nou de Berguedà    | 159      | Olvan                   | 897      | La Pobla de Lillet       | 1348     |
| Puig-reig             | 4197     | La Quar                 | 68       | Sagàs                    | 140      |
| Saldes                | 346      | Sant Jaume de Frontanyà | 28       | Sant Julià de Cerdanyola | 258      |
| Santa Maria de Merlès | 151      | Vallcebre               | 284      | Vilada                   | 507      |
| Viver i Serrateix     | 193      |                         |          |                          |          |